# سلسوه توريليو
سلسوه توريليو (بالإسبانية: Celso Torrelio Villa )‏ (و. 1933 – 1999 م) هو سياسي من بوليفيا، ولد في إدارة شوكيساكا، توفي في لاباز، عن عمر يناهز 66 عاماً.

## مناصب
تولى منصب رئيس جمهورية بوليفيا (4 سبتمبر 1981–21 يوليو 1982).
| المناصب السياسية             | المناصب السياسية                                        | المناصب السياسية   |
| ---------------------------- | ------------------------------------------------------- | ------------------ |
| سبقه لويس غارسيا ميزا تيجادا | رئيس جمهورية بوليفيا (69) 4 سبتمبر 1981 - 21 يوليو 1982 | تبعه Guido Vildoso |

## روابط خارجية
- سلسوه توريليو على موقع مونزينجر (الألمانية)